# Jaqueira
Jaqueira är en kommun i Brasilien.   Den ligger i delstaten Pernambuco, i den östra delen av landet, 1 500 km nordost om huvudstaden Brasília. Antalet invånare är 11 513. Arean är 89 kvadratkilometer.
Terrängen i Jaqueira är kuperad västerut, men österut är den platt.
Omgivningarna runt Jaqueira är en mosaik av jordbruksmark och naturlig växtlighet. Runt Jaqueira är det ganska tätbefolkat, med 124 invånare per kvadratkilometer.